# 里德伯常量
里德伯常量（英語：Rydberg constant）是物理学中经常用到的常數。根据2014年的结果，它的值是
{\displaystyle R_{\infty }=1.0973731568508(65)\times 10^{7}\,\mathrm {m} ^{-1}}
里德伯常量起初是在为表示氢原子谱线的里德伯公式中引入的，里德伯公式
{\displaystyle {\frac {1}{\lambda }}=R({\frac {1}{n^{2}}}-{\frac {1}{n'^{2}}})\qquad n=1,2,3\cdots \quad n'=n+1,n+2,n+3\cdots }
其中R即为里德伯常量。 
1913年丹麦物理学家尼尔斯·波尔创立的波尔模型给出了里德伯常量的表达式：
{\displaystyle R={\frac {2\pi ^{2}m_{e}e^{4}}{(4\pi \varepsilon _{0})^{2}ch^{3}}}}
其中：
{\displaystyle m_{e}}是电子质量
{\displaystyle e}是电荷
{\displaystyle \varepsilon _{0}}是真空电容率
{\displaystyle c}是光速
{\displaystyle h}是普朗克常数
然而应用波尔模型计算出里德伯常量的数值
{\displaystyle R=109737.315\mathrm {cm^{-1}} }
而实验值
{\displaystyle R=109677.58\mathrm {cm^{-1}} }
二者差值超过万分之五。英国天文学和光谱学家艾尔弗雷德·福勒提出了这一质疑。1914年波尔提出，这是由于假设原子核静止不动引起的。实际情况是，原子核的质量不是无穷大，它与电子围绕共同的质心转动。波尔对其理论进行了修正，用原子核和电子的折合质量μ代替了电子质量：
{\displaystyle \mu ={\frac {m_{e}M}{m_{e}+M}}}
不同原子的里德伯常量RA不同。令
{\displaystyle R_{\infty }={\frac {2\pi ^{2}m_{e}e^{4}}{(4\pi \varepsilon _{0})^{2}ch^{3}}}={\frac {\alpha ^{2}m_{e}c}{4\pi \hbar }}={\frac {\alpha ^{2}}{2\lambda _{e}}}}
其中：
{\displaystyle \alpha }是精细结构常数
{\displaystyle \lambda _{e}}是电子的康普顿波长
而一种原子的里德伯常量
{\displaystyle R_{A}={\frac {R_{\infty }}{1+{\frac {m_{e}}{M}}}}}
其中M是原子核的质量。
下面给出了几个不同元素的原子里德伯常量的数值：
1H：109 677.58 cm-1

2D：109 707.42 cm-1

3T：109 717.35 cm-1

4He+：438710.32 cm-1

7Li2+：987098.22 cm-1

8Be3+：1754841.28 cm-1

## 里德伯能量
里德伯能量符號為Ry，是{\displaystyle \lambda ={\frac {1}{R_{\infty }}}}时的光子能量，即氫的第一電離能。
原子物理中常用的里德伯能量其數值如下：
{\displaystyle 1\ {\text{Ry}}:=hcR_{\infty }=13.605693009(84)\,{\text{eV}}.}

## 参阅
- 里德伯公式
- 波尔模型